# Batman (personage)
Batman is een superheld die is bedacht door tekenaar Bob Kane en schrijver Bill Finger in 1939. De stripfiguur verscheen voor het eerst in Detective Comics #27. De vleermuisman is voor een deel geïnspireerd door andere gemaskerde misdaadbestrijders als Zorro, Arsène Lupin en The Shadow. Bob Kane kwam op het idee voor een "vleermuisman" door een tekening van Leonardo da Vinci van een ornithopter.

## Geschiedenis van de strips

### Creatie
Toen in 1938, na het succes van Superman, de vraag naar superhelden in de stripwereld groeide, legde tekenaar Bob Kane zijn The Bat-Man-idee voor aan schrijver Bill Finger, die hem de nodige aanvullingen gaf. In mei 1939 verscheen Batman in het zevenentwintigste nummer van de serie Detective Comics, als een geheimzinnige wreker, die geweld niet schuwde.
Zijn populariteit groeide snel en in 1940 kreeg hij zijn eigen serie (met in het eerste nummer al The Joker en Catwoman), terwijl hij ook Detective Comics op den duur ging domineren. Eerder dat jaar had zijn hulpje Robin zijn intrede gedaan, zodat Batman een sidekick had waaraan hij zijn bevindingen kon uitleggen. Spoedig werd ook besloten dat Batman geen vuurwapens meer zou gebruiken en niet meer zou moorden.

### De jaren vijftig en zestig
Al na de Tweede Wereldoorlog werden veel strips minder grimmig. De vigilante Batman werd nu geaccepteerd door de politie en de setting van de strips werd lichter en kleurrijker. Toen de populariteit van superhelden afnam werd Batman alsnog voortgezet en in 1952 werkte hij voor het eerst samen met Superman. Nadat stripverhalen in 1954 door psycholoog Frederic Wertham onder vuur waren genomen werd er een Comics Code ingesteld, waarna de strips nog kindvriendelijker werden.
Deze code veranderde veel aan het oorspronkelijke idee van Batman. Bovendien werden Batwoman en Bat-Girl geïntroduceerd om Werthams beweringen dat Batman en Robin een homoseksueel stel waren tegen te gaan. Eind jaren 50 kwam er steeds meer sciencefiction voor in de strips, met ruimte- en tijdreizen, buitenaardse wezens en vreemde transformaties. Naast Batwoman kwamen ook Bat-Mite en Ace the Bat-Hound vaker voor. Vaste schurken zoals de Joker en de Penguin werden niet meer neergezet als moorddadig.
Desondanks bleven de verkoopcijfers dalen. Reden voor redacteur Julius Schwartz om in 1964 enkele drastische veranderingen door te voeren, om te voorkomen dat de strips stopgezet zouden worden. Batwoman, Bat-Mite en Ace werden uit de strip geschreven en Batmans avonturen waren nu weer detectiveverhalen. Batmans uiterlijk kreeg een update (de zogenoemde New Look) waarvan het Bat-embleem in de gele ovaal van Carmine Infantino het bekendst was. Butler Alfred Pennyworth werd vermoord en vervangen door tante Harriet.
Het succes van de televisieserie in 1966 zorgde ervoor dat de strip veel van deze elementen overnam. Dit betekende de terugkeer van Alfred en de introductie van Barbara Gordon als Batgirl, maar ook de overname van de campy-effecten, wat in het nadeel van de strips werkte toen de show minder populair werd.

### Weer een duistere setting
In 1969 besloten schrijver Dennis O'Neil en tekenaar Neal Adams om terug te gaan naar de basis: Batman als een grimmige figuur die 's nachts de misdaad bestrijdt. De Joker werd teruggebracht als maniakale moordenaar en Robin kreeg een kleinere rol. Later werd Dick Grayson "ontslagen" als Robin, tot Batman Jason Todd als nieuwe Robin nam.
Toch waren de verkoopcijfers in 1985 lager dan ooit. Het jaar daarop kwam het keerpunt met Frank Millers miniserie The Dark Knight Returns, waarin, in een mogelijke toekomst, een oude, agressieve Batman grof geweld met grof geweld bestrijdt. De populariteit van Batman nam hierop weer toe. De Crisis on Infinite Earths gaf een aanleiding om veel personages enigszins een herbewerking te geven. Frank Miller schreef hierop de verhaallijn Batman: Year One, een hervertelling van het begin van Batmans carrière, getekend door David Mazzucchelli.
In 1988 verscheen de beeldroman Batman: The Killing Joke, geschreven door Alan Moore en getekend door Brian Bolland, waarin voor het eerst werd ingegaan op de tragiek van de Joker. Barbara Gordon werd door de Joker in haar ruggengraat geschoten; de verlamming zou ertoe leiden dat ze geen Batgirl meer kon zijn en Batman nu via de computer hielp als Oracle. Een nog groter keerpunt datzelfde jaar was de verhaallijn Batman: A Death in the Family, waarin Jason Todd, na een stemming van de lezers, door de Joker vermoord werd.

### Jaren 90 en de eenentwintigste eeuw
In de jaren 90 werden enkele ambitieuze verhaallijnen gepubliceerd, die doorliepen in meerdere Batmanseries. In Knightfall uit 1993 brak Bane de rug van Batman. In Cataclysm uit 1998 werd Gotham getroffen door een aardbeving, waarna het (hele) jaar daarop in No Man's Land de verwoeste stad in de steek gelaten is door de regering, waarop Batman en zijn bondgenoten wanhopig trachten te redden wat er te redden valt.
Tegelijkertijd kwam de nieuwe schrijver Jeph Loeb met enkele miniseries. Samen met tekenaar Tim Sale maakte hij The Long Halloween en Dark Victory, die zich beide afspelen in de eerste paar jaar van Batmans tijdlijn. Met tekenaar Jim Lee creëerde Loeb de verhaallijn Batman: Hush, waarin de geheimzinnige schurk Hush Batmans vijanden als pionnen gebruikt.
In 2005 begon de serie All-Star Batman and Robin, door Frank Miller en Jim Lee. De serie was een alternatieve tijdlijn, die in feite voor The Dark Knight Returns afspeelde en kreeg de nodige kritiek. Vanaf 2006 werden de series Batman en Detective Comics geschreven door Paul Dini en Grant Morrison. Morrison bracht de sciencefictionelementen uit de jaren 50 terug, zij het als hallucinaties van Batman. Morrison bereikte zijn climax in Batman RIP, waarin de organisatie Black Glove Batman tot waanzin drijft. Deze verhaallijn liep in 2008 over in Final Crisis waarin Batman door Darkseid gedood leek te worden. In 2009 verscheen Battle for the Cowl waarin er een conflict ontstaat over wie Batman moet opvolgen. Uiteindelijk volgde zijn voormalige leerling Dick Grayson hem op. In 2011 vernieuwde DC al haar personages en striptitels via de reeks The New 52. In deze reeks werd Bruce Wayne wederom Batman.

## Biografie
Batman kan in het kort worden omschreven als rijk, goede detective, fysiek in topconditie, en geobsedeerd door wat hij doet. Batmans oorsprong en achtergrond hebben in de loop der jaren veel veranderingen en herzieningen ondergaan, zowel grote als kleine. Zo is Batman niet specifiek gebonden aan een tijdsperiode, maar kan zijn verhaal zich in vrijwel elke tijd afspelen. De reden dat Batmans achtergrondverhaal zo vaak veranderd is, is om hem steeds weer aan te laten sluiten bij een nieuw publiek.
Een ding dat wel altijd constant blijft in de Batman-verhalen is de reden waarom Batman een misdaadbestrijder werd. Toen Bruce Wayne nog een jongetje was, ging hij met zijn ouders naar het theater. Aan het einde van de avond wilde een man hen in een steeg overvallen. De ouders werden daarbij doodgeschoten voor de ogen van Bruce, een gebeurtenis die zijn leven veranderde. Om te zorgen dat niemand hetzelfde zou overkomen, wijdde hij zijn leven aan misdaadbestrijding. Met de rijkdom van zijn ouders gaf hij zichzelf het beste onderwijs en de beste trainingen. Om zijn identiteit van de multimiljonair en "playboy" geheim te houden, besloot hij een alter ego aan te nemen. Hij gebruikte zijn grootste angst (de vleermuis) om zijn tegenstanders een nog grotere in te boezemen. Zo ontstond Batman. Dit oorsprongsverhaal van Batman werd voor het eerst onthuld in november 1939 in Detective Comics #33.
De stad waarin de held Batman woont en werkt, is Gotham City. Hij heeft samen met zijn rechterhand Robin een schuilplaats ingericht in een grot onder zijn landhuis. Zijn vaste vervoermiddel is de Batmobile.
Batmans tegenstanders zijn de meest uiteenlopende figuren. Vaak genoeg zijn het gevaarlijke boosaardige gekken, die niet veel meer op mensen lijken of zelfs gemuteerd zijn - denk aan Mr. Freeze en de Penguin. Zijn voornaamste tegenstander is de Joker. Catwoman was in eerste instantie ook een tegenstander, maar later begon ze meer te lijken op een antiheld. Uit verscheidene verhalen, zoals Batman, The Long Halloween, werd echter niet duidelijk of Catwoman nu een held of een schurk was. (Zie ook Lijst van vijanden van Batman).
Een van Batmans grootste vertrouwelingen is zijn butler Alfred Pennyworth. Zijn eerste Robin was Dick Grayson, die later Nightwing werd, en Batmans taken inmiddels heeft overgenomen. Batmans samenwerkingsverband binnen Gotham staat bekend als de Batman Family.

### Dick Grayson
De verhaallijnen Batman R.I.P. en Final Crisis leidden uiteindelijk tot de dood van Bruce Wayne, die getroffen werd door Darkseids Omega Sanction, waardoor zijn lichaam gedood is en zijn geest verdwaald in de tijd. Hierop brak in Gotham City een strijd uit over mogelijke opvolging toen Jason Todd (ex-Robin) onder Batmans naam een gewapende strijd tegen de misdaad begon. Dick Grayson, alias Nightwing, en Damian Wayne versloegen Jason, waarna Grayson de rol van Batman overnam en Damian de nieuwe Robin werd. Er zijn echter wel aanwijzingen dat Waynes dood niet permanent is, en dat dit slechts een "hoofdstuk" uit zijn leven is.

## Krachten en technologie
Batman beschikt niet over superkrachten, maar heeft door jaren intensieve training het maximum van wat menselijkerwijs mogelijk is aan kracht en uithoudingsvermogen weten te bereiken. Hij is bedreven in zelfverdediging en een ervaren boeienkoning. Behalve fysiek is hij ook mentaal gezien bovengemiddeld sterk. Hij is bijvoorbeeld een meester-detective en beschikt over voldoende kennis op het gebied van wetenschap om zich uit vrijwel elke situatie te redden. Door de combinatie van deze vaardigheden kan hij zelfs vijanden aan die wel over superkrachten beschikken.
Batman maakt veel gebruik van zeer geavanceerde technologische snufjes. Batmans kostuum is altijd voorzien van vele gadgets en andere technologische hoogstandjes die hem uit vrijwel elke situatie kunnen helpen. Het ontwerp van zijn kostuum is eveneens vaak veranderd in de loop der jaren. De meeste hulpmiddelen zitten in zijn riem.
Batmans bekendste voertuig is de Batmobile, een speciaal aangepaste auto. Indien Batmans hulp nodig is kan de politie hem roepen met het Batsignaal, een zoeklicht dat Batmans logo in de lucht projecteert.

## Batmanstrips
Batman debuteerde in 1939 in Detective Comics #27. In 1940 kreeg hij zijn eigen tijdschrift, Batman, dat pas met nummer 713 in 2011 stopte bij de komst van The New 52. Een nieuwe reeks, Batman volume 2, loopt sinds 2011. In de loop der jaren zijn er ook diverse andere tijdschriften verschenen, waaronder Legends of the Dark Knight (1989-2007) en Batman: Gotham Knights (2000-2007). Verschillende figuren uit de Batmanstrips hebben ook hun eigen reeks gehad. Hiertoe behoren onder meer de Joker, Catwoman, Robin en Batwoman.
In Nederland debuteerde Batman in stripvorm in de reeks Superman & Batman (1966-1971, ook wel alleen Superman genoemd), uitgegeven door Uitgeverij Vanderhout en vanaf 1970 door Classics Lektuur. Die laatste gaf ook het blad Batman Classics (1970-1981) uit. Daarna werd de Nederlandse uitgave van Batmanstrips overgenomen door Baldakijn Boeken. Daar verscheen het blad Batman (1984-1996). Sinds 1996 is er geen langlopend Batmantijdschrift meer geweest in het Nederlands. De huidige uitgever van Batmanstrips in het Nederlands is sinds 2013 RW Uitgeverij.

## In andere media

### Live-action bioscoopfilms
| Titel                              | Jaar | Batman-acteur                                       | Regisseur             |
| ---------------------------------- | ---- | --------------------------------------------------- | --------------------- |
| Batman                             | 1943 | Lewis Wilson                                        | Lambert Hillyer       |
| Batman and Robin                   | 1949 | Robert Lowery                                       | Spencer Gordon Bennet |
| Batman                             | 1966 | Adam West                                           | Leslie H. Martinson   |
| Batman                             | 1989 | Michael Keaton                                      | Tim Burton            |
| Batman Returns                     | 1992 | Michael Keaton                                      | Tim Burton            |
| Batman Forever                     | 1995 | Val Kilmer                                          | Joel Schumacher       |
| Batman & Robin                     | 1997 | George Clooney                                      | Joel Schumacher       |
| Batman Begins                      | 2005 | Christian Bale                                      | Christopher Nolan     |
| The Dark Knight                    | 2008 | Christian Bale                                      | Christopher Nolan     |
| The Dark Knight Rises              | 2012 | Christian Bale                                      | Christopher Nolan     |
| Batman v Superman: Dawn of Justice | 2016 | Ben Affleck                                         | Zack Snyder           |
| Suicide Squad                      | 2016 | Ben Affleck                                         | David Ayer            |
| Justice League                     | 2017 | Ben Affleck                                         | Zack Snyder           |
| The Batman                         | 2022 | Robert Pattinson                                    | Matt Reeves           |
| The Flash                          | 2023 | Ben Affleck Michael Keaton George Clooney Adam West | Andy Muschietti       |

### Overige bioscoopfilm
- Batman: Mask of the Phantasm (1993), animatiefilm van Spencer Gordon. De stem van Batman voor deze films werd verzorgd door Kevin Conroy.
- The Lego Movie (2014), computeranimatiefilm van Phil Lord en Christopher Miller. De stem van Batman voor deze film werd verzorgd door Will Arnett. De Nederlandse stem van Batman in de film werd gedaan door Gerard Ekdom. De Batman keert later ook terug in de vervolgfilm The Lego Movie 2: The Second Part uit 2019 met dezelfde stemacteurs.
- The Lego Batman Movie (2017), computeranimatiefilm van Chris McKay. De stem van Batman werd voor deze film weer verzorgd door Will Arnett. Ook de Nederlandse stem van Batman werd weer gedaan door Gerard Ekdom.
- Joker (2019), spin-off live-actionfilm van Todd Phillips. De jongere Bruce Wayne werd in deze film gespeeld door Dante Pereira-Olson.
- DC League of Super-Pets (2022), computeranimatiefilm van Jared Stern. De stem van Batman voor deze film werd verzorgd door Keanu Reeves. De Nederlandse stem van Batman werd wederom weer ingesproken door Gerard Ekdom.

### Direct-naar-video/dvd
- 1998: Batman & Mr. Freeze: SubZero, animatiefilm van Boyd Kirkland gebaseerd op Batman: The Animated Series.
- 2000: Batman Beyond: Return of the Joker, animatiefilm van Curt Geda gebaseerd op Batman Beyond.
- 2003: Batman: Mystery of the Batwoman, animatiefilm van Curt Geda en Tim Maltby gebaseerd op The New Batman Adventures.
- 2005: Batman: New Times
- 2005: The Batman vs. Dracula, animatiefilm van Michael Goguen gebaseerd op The Batman.
- 2008: Justice League: The New Frontier, animatiefilm gebaseerd op DC: The New Frontier mini-series.
- 2008: Batman: Gotham Knight, animatiefilm die zich afspeelt tussen Batman Begins en The Dark Knight.
- 2009: Superman/Batman: Public Enemies, animatiefilm.
- 2010: Justice League: Crisis on Two Earths, animatiefilm
- 2010: Batman: Under the Red Hood, animatiefilm.
- 2010: Superman/Batman: Apocalypse, animatiefilm.
- 2012: Justice League: Doom, animatiefilm.

### Live action
- Batman (televisieserie, 1966-1968), met Adam West als Batman en Burt Ward als Robin.
- Gotham (televisieserie, 2014 - 2019), met David Mazouz als Bruce Wayne.

### Animaties
- The New Adventures of Batman (1977-1981).
- Batman: The Animated Series (1992-1995), van Bruce W. Timm en Paul Dini.
- The New Batman Adventures (1997 - 1999), vervolg op bovengenoemde serie.
- Batman Beyond (1999-2001), spin-off van bovengenoemde series.
- The Batman (2004-2008), van Jeff Matsuda.
- Batman: The Brave and the Bold (2008-2011)
- Beware the Batman (2013 - 2014)

Opmerking: Batman Beyond was in Nederland getiteld Batman of the Future. De filmversie kreeg de toepasselijke naam Batman of the Future: Return of the Joker. Naast deze series heeft Batman vele gastoptredens gehad in andere tekenfilms.

### Overig
Batman is een van de meest herkenbare superhelden ter wereld. Het personage duikt onder andere op in boeken en radioseries. Ook zijn er vele videospellen gemaakt met Batman erin. De Arkham-videospellen zijn hierbij het bekendste voorbeeld, de Arkham-spellen zijn: Batman: Arkham Asylum, Batman: Arkham City en Batman: Arkham Knight, waarbij de stem van Batman werd gedaan door Kevin Conroy. Ook is er een prequel gemaakt, genaamd Batman: Arkham Origins, waarbij de stem van Batman werd gedaan door Roger Craig Smith. Er waren tevens plannen voor een musical, maar die zijn nooit gerealiseerd. Wat echter wel werd uitgevoerd was Batman Live, een show die de wereld rondreisde en waarin geweldige stunts te zien waren. Deze show werd in verschillende landen opgevoerd, o.a. in België waar acteur Stany Crets de rol van verteller op zich nam.
Batman verschijnt als grap in de film Chip 'n Dale: Rescue Rangers uit 2022 op de streamingdienst Disney+. Hierin speelt Batman in de film "Batman VS ET" waarin hij vecht tegen ET. De stem van Batman werd hierin ingesproken door Jorma Taccone.

## Vijanden
- Joker
- Penguin
- Mr. Freeze
- Poison Ivy
- Two-Face
- Deathstroke
- Riddler
- Ra's al Ghul
- Scarecrow
- Mad Hatter
- Clayface
- Man-Bat
- Killer Croc
- Bane
- Killer Moth

- Harley Quinn
- Solomon Grundy
- Black Mask
- Hush
- Zsasz
- Deathstroke
- Deadshot
- Carmine Falcone
- Clock King
- Rupert Thorne
- Roland Daggett
- Robin (Arkham Knight)
- Jerome Valeska
- Warren White (Great White Shark)
- Professor Pyg

## Fathers 4 Justice
De organisatie Fathers 4 Justice gebruikt de fictieve figuur Batman om in de werkelijkheid acties te voeren.
Zo was er in 2004 een Batman (Jason Hatch) die Buckingham Palace beklom. Ook in Nederland trad Batman al herhaalde malen op. In januari 2005 meldde de Amerikaanse en Engelse media de uitgroei van Fathers 4 Justice naar Nederland naar aanleiding van een Batman op het Utrechtse gerechtsgebouw.

## Parodieën
Batman is vaak een bron van parodieën geweest:
- In het Suske en Wiske-album Wattman wordt de trambestuurder "Wattman" genoemd - ook wel de vroegere benaming voor trambestuurder in het Antwerpse dialect (naar James Watt). Zijn cape, zijn manier van lopen, de wijze waarop het licht zijn silhouet op de muur projecteert en de gewoonte een lied te zingen met de tekst: "Wattman, Wattman, Wattman" laten geen misverstand bestaan over de gebruikte inspiratiebron.
- In de tekenfilmserie The Tick komt een superheld voor met de naam The Fledermaus, "de vleermuis" in het Duits. Ook dat personage is duidelijk geënt op Batman.
- In Agent 327 komt Hendrik IJzerbroot altijd incognito op zijn werk. In Dossier Dozijn min een komt hij als "Botman", duidelijk een parodie op Batman.

## Trivia
- LEGO heeft een eigen Batman-lijn en drie games met onder andere LEGO Batman: The Videogame.
- In november 2013 werd de stad San Francisco omgetoverd tot Gotham City om een jong leukemiepatiëntje de dag van zijn leven te geven. Miles Scott (5 jaar) mocht als "Batkid" de stad redden uit de handen van de schurken.[3]
- Bij Heritage Auctions in de Verenigde Staten is op 14 januari 2021 een exemplaar van de eerste editie uit 1940  geveild voor ruim 2,2 miljoen dollar. De oorspronkelijke prijs was 10 cent.
- De emoji 🦇 kan op sommige platformen worden opgeroepen met het sleutelwoord Batman.
- Ten minste één persoon heeft zich in het echte leven voorgedaan als Batman, met kostuum en Batmobile.[4]
- In 2024 kreeg Batman als eerste superheld een ster op de Hollywood Walk of Fame.